# Żuz
Żuz (kaz.: جٷز, жүз, jüz; zwany także w nawiązaniu do tradycji mongolskiej ordą)– ponadplemienna grupa polityczno-ustrojowa u Kazachów. Istnieją trzy żuzy: Starszy (Wielki), Średni i Młodszy (Mały). Czwartym Żuzem nazywa się niekazachskich mieszkańców Kazachstanu.